# Битва під Вількомиром
Битва під Вількомиром відбулася 1435 року між русько-польсько-литовськими військами великого князя Литовського Сигізмунда I Кейстутовича і військами великого князя Руського Свидригайла Ольгердовича та союзників. Закінчилася перемогою військ Сигізмунда та значно послабила позиції Свидригайла у боротьбі за престол у Великому князівстві Литовському, Руському і Жемайтійському 1432—1439 років

## Передумови
27 жовтня 1430 р. помер великий князь Литовський і Руський, некоронований король Литви, Вітовт Кейстутович. Литовська і руська (українська та білоруська) знать посадила на великокняжий стіл Свидригайла Ольгердовича, двоюрідного брата Вітовта, та рідного брата польського короля Ягайла. Згідно з актами польсько-литовської унії, знать Литовсько-Руської держави зобов'язувалася погоджувати обрання великого князя з Королівством Польським. Король Ягайло, прибувши до Вільна, дав згоду на проголошення Свидригайла великим князем. Тієї ж осені 1430 року між Ягайлом і Свидригайлом почався конфлікт через Західне Поділля, яке після смерті Вітовта окупувала польська шляхта на підставі домовленостей 1413 року. Свидригайло, утримуючи Ягайла заручником у Вільно, оголосив Велике князівство незалежним від Польської корони та вимагав від польського короля повернення Західного Поділля.
Відпустивши, зрештою, Ягайла до Польщі, Свидригайло почав готуватися до війни. Великий князь заручився підтримкою Тевтонського ордену, Золотої орди, Молдавського князівства, зав'язав зносини із Священною Римською імперією, так що імператор Сигізмунд Люксембург обіцяв коронувати литовсько-руського правителя. В 1431 р. між Польським королівством та Литовсько-Руською державою почалася війна: король Ягайло з військом вирушив в похід на Волинь, здобув Володимир-Волинський та взяв в облогу Луцьк, який потім спалили та пограбували. Але безуспішний штурм Луцького замку та вторгнення в Польщу тевтонських лицарів змусило польського короля укласти з Свидригайлом дволітнє перемир'я.
Свидригайло Ольгердович у своєму правлінні однаково спирався як на литовську, так і на руську знать Великого князівства — що одначе спричинило невдоволення литовців, які за унією 1413 року мали привілейоване становище в державі. У 1432 році литовські нобілі за підтримки Польського королівства здійснила державний переворот у Литовсько-Руській державі, в результаті якого великим князем був проголошений Сигізмунд Кейстутович. Литва визнала владу Сигізмунда, проте Руські землі Великого князівства підтримали Свидригайла, посадивши його на «велике княжіння Руське». Так Литовсько-Руська держава розкололася на Велике князівство Литовське і Велике князівство Руське. Почалася війна. 8 грудня 1432 під Ошмянами Сигізмунд на чолі польсько-литовського війська одержав перемогу над військами Свидригайла. У січні-лютому 1433 Свидригайло Ольгердович з союзниками — лівонськими лицарями — сильно спустошили Литовську землю. Літом того ж року Свидригайло і лівонські лицарі знов пустошили Литву, захопили міста у східних володіннях Сигізмунда. У 1434 р. Сигізмунд Кейстутович видав привілей, яким зрівняв у правах католиків-литвинів та православних русинів, і таким робом перетягнув на свій бік окремих православних прибічників Свидригайла. Тоді в 1435 р. Свидригайло вирішив дати генеральну битву.

## Битва
Війська Свидригайла і Сигізмунда зійшлися біля Вількомиру на річці Швентої (Святій) 29-30 серпня 1435 року, вирішальна битва відбулася 1 вересня.
Військо Свидригайла нараховувало до 15000 чоловік, серед них було 6000 ратників великого князя, понад 50 дружин удільних князів, 3000 лівонських лицарів, 1500 тисяч чеських таборитів і 500 ординців. Це різнорідне військо мало трьох полководців: самого Свидригайла Ольгердовича, лівонського магістра Франка Керскорфа і князя Сигізмунда Корибутовича. З них талант полководця мав тільки Сигізмунд, учасник Гуситських війн.
Сигізмунд Кейстутович мобілізував до 5000 литовського війська, яке доручив очолити своєму синові Михайлу. Польща вислала своєму васалу в поміч 4-12000 війська на чолі з Якубом із Кобилян — досвідченим полководцем, учасником Грюнвальдської битви та Великої війни з Тевтонським орденом, він і прийняв командування над польсько-литовським військом.
29-30 серпня війська Свидригайла Ольгердовича і Сигізмунда Кейстутовича зайняли позиції біля річки Святої за 9 км на південь від фортеці Вількомир. Через два дні Свидригайло, переконавшись у невигідности своєї позиції, вирішив перейти обозом під Вількомир. Коли Свидригайло з військом рушив — ударило польсько-литовське військо, розділивши Свидригайлові війська на дві частини. Битва скоро скінчилася страшним погромом військ Свидригайла. Сам Свидригайло Ольгердович встиг утекти до Полоцька. Магістр Керскорф, ландмаршал і більшість лівонських лицарів загинули. Сигізмунд Корибутович був важко поранений і помер у полоні. В битві загинули мстиславський князь Ярослав Семенович, київський князь Михайло Семенович Болобан, вяземський князь Михайло Львович, князь Данило Семенович Гольшанський. 42 князі потрапили в полон, серед них — Федір Корибутович та Іван Володимирович — син Володимира Ольгердовича Київського.

## Наслідки
Після перемоги під Вількомиром з просуванням литовських військ у володіння Свидригайла Сигізмунд Кейстутович остаточно сів на «велике княжіння Литовське і Руське» — Свидригайло втратив вплив у Полоцькій, Вітебській землях та на Смоленщині й був змушений втікати до Києва.
Із смертю магістра Керскорфа погіршилися позиції хрестоносців в Лівонії. Лівонське ландмейстерство Тевтонського ордену вийшло із союзу з Свидригайлом. Тевтонський орден 31 грудня 1435 року уклав «вічний» мир з Польським королівством та Великим князівством Литовським.
Свидригайло після поразки під Вількомиром залишився без війська, союзників хрестоносців і своєї опори — руської знаті (більшість удільних князів, що попали в полон під Вількомиром, залишалися в ув'язненні до самої смерти Сигізмунда). Хоча Свидригайло і зумів утриматися в Київській, Чернігово-Сіверській та Волинській землях, з поміччю татар повернути Брацлавщину, протистояти Королівству Польському та Великому князівству Литовському в князя уже не було можливості. Упродовж 1436–1437 років Свидригайло спробував розладити союз Польського королівства та Великого князівства Литовського, запропонувавши Польщі договір, за яким: за Свидригайлом мали залишитися Київська земля, а також, імовірно, Чернігово-Сіверська земля та Брацлавщина; Волинська земля мала бути інкорпорована Королівством Польським; після смерті Свидригайла, всі його землі мали перейти під протекцію Королівства Польського. Але Польща у зв'язку з протестом Сигізмунда не прийняла цей договір. Свидригайло був змушений утекти до Валахії. У 1440 в Сигізмунд Кейстутович був вбитий в результаті змови князів Чорторийських. На звістку про смерть Сигізмунда до Литовсько-Руської держави повернувся і Свидригайло Ольгердович, знов претендуючи на велике княжіння. Але литовська знать проголосила великим князем Казимира Ягеллончика. Щоб заспокоїти Свидригайла і руську знать Казимир Ягеллончик одновив в Русі удільні князівства: великий князь Свидригайло отримав у володіння Волинську землю, Турів та Гомель, князь Олелько Володимирович — Київську землю та Брацлавщину.